# 葛利斯754
葛利斯754（Gliese 754）是一顆光譜型M4.5V的紅矮星，在天球上位於望遠鏡座。葛利斯754的視星等12.23，距離地球約19.3光年。葛利斯754是距離太陽最近的前100顆恆星之一。天文學家計算結果顯示葛利斯754還繞銀河系中心的軌道是偏心軌道，並且它可能是位於厚盤的恆星。